# Otfried Madelung
Otfried Madelung (* 14. April 1922 in Frankfurt am Main; † 3. August 2017) war ein deutscher Physiker aus der Familie Madelung mit dem Fachgebiet theoretische Festkörperphysik.

## Leben
Madelung war der Sohn von Erwin Madelung. Er studierte ab 1946 Physik an der Johann-Wolfgang-Goethe-Universität Frankfurt am Main, wo er 1948 sein Diplom machte. Danach war er am Max-Planck-Institut für Physik in Göttingen, wo er 1950 bei Werner Heisenberg promoviert wurde (Die Winkelverteilung von Sekundärelektronen der harten Komponente in der Höhenstrahlung). 1950 bis 1959 war er wissenschaftlicher Mitarbeiter in den Siemens-Schuckert-Werken in Erlangen. 1957 habilitierte er sich in Marburg, wo er ab 1959 Dozent war. Von 1962 bis zu seiner Emeritierung 1987 war er Professor für theoretische Physik (und speziell theoretische Festkörperphysik) an der Universität Marburg, wo er Direktor des Instituts für theoretische Festkörperphysik und 1967/68 Rektor der Universität war.
Wie sein Vater befasste er sich mit theoretischer Halbleiterphysik, insbesondere Bandstrukturberechnungen. 1985 war er als Nachfolger von Karl Heinz Hellwege einer der Herausgeber des Landolt-Börnstein (Halbleiter-Bände).
Ab 1966 war er Leiter des Fachausschusses Halbleiterphysik der Deutschen Physikalischen Gesellschaft.
Privat interessierte sich Madelung auch für Genealogie und hat 2002 im Eigenverlag die Ortschronik des Dorfes Madelungen bei Eisenach veröffentlicht.

## Schriften
- Introduction to solid state theory, Springer 1996 (Übersetzung von Festkörpertheorie, Springer, 3 Bände, 1972)
- Grundlagen der Halbleiterphysik, Springer 1970
- als Herausgeber: Semiconductors-basic data, Springer 1996
- Max Kürschner: Madelungen. Heimatkunde eines Dorfes. Hrsg.: Otfried Madelung. Selbstverlag, Marburg/Lahn 2002, S. 560.